# 쇼사 로크모어

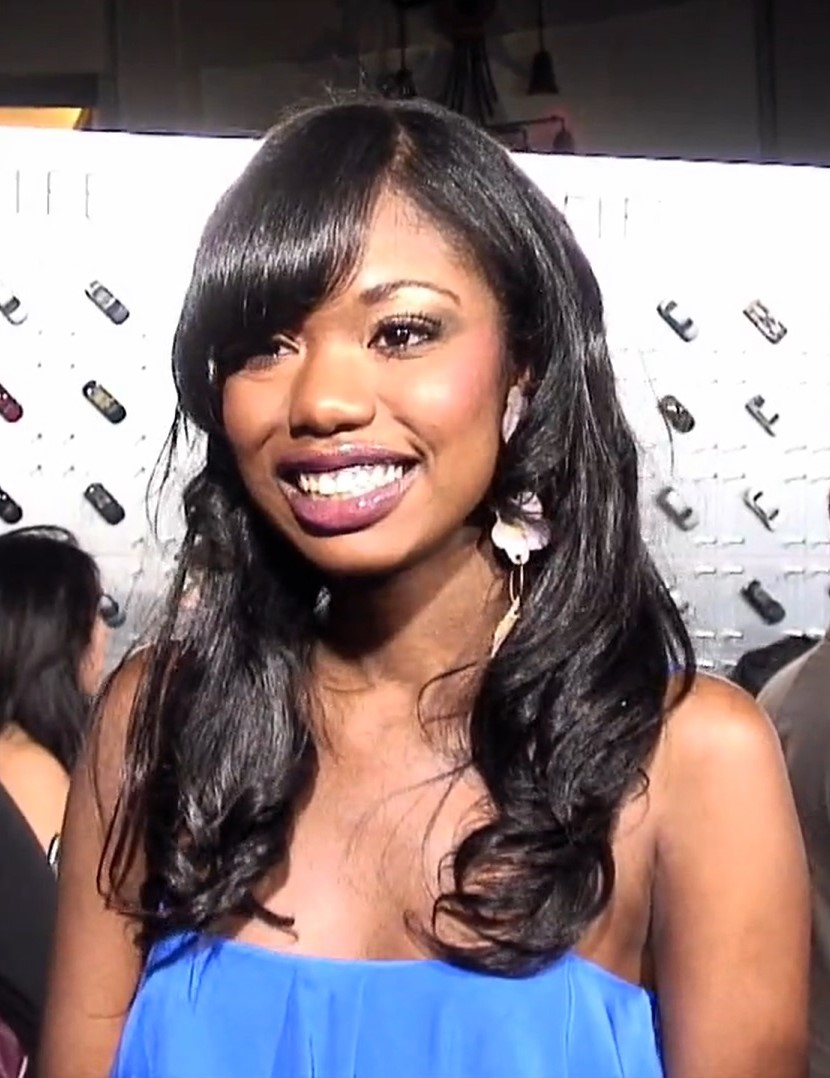

조샤 로크모어(Xosha Roquemore, 1984년 12월 11일 ~ )는 미국의 배우이다. 로스앤젤레스에서 태어났다.

## 어린 시절과 교육
로크모어는 1984년 로스앤젤레스에서 태어났으며 남아프리카공화국 코사족의 이름을 따서 명명되었다. 그녀는 9학년 때 디 어메이징 그레이스 컨서버터리(The Amazing Grace Conservatory)에 합류하면서 연기를 시작했다. 고등학교를 졸업한 후 그녀는 뉴욕으로 이주하여 뉴욕 대학교의 티쉬(Tisch) 프로그램을 졸업했다.

## 경력
로크모어는 프레셔스 (영화)의 조 앤(Jo Ann) 역으로 첫 번째 주요 영화에 출연했다. 2013년에 그녀는 시리즈 파일럿 작업을 바탕으로 커스티(Kirstie)에서 반복적으로 캐스팅되었다. 그러나 그녀의 역할은 3부작 게스트 스타로 활동한 후 민디 프로젝트에 정규 시리즈로 추가된 후 다시 캐스팅되었다.

## 개인 생활
로크모어는 2015년 8월 배우 러키스 스탠필드와 관계를 맺었다. 2017년 3월 두 사람은 로크모어의 임신을 발표했다. 로크모어와 스탠필드는 딸이 태어난 후 헤어졌다.

## 영화
- 캡틴 아메리카: 브레이브 뉴 월드 (2025년) - 레일라 테일러 역
- 브라이언 뱅크스 (2018년)
- 나인 라이즈 (2016년)
- 내겐 너무 특별한 친구 (2013년)
- 커스티 (2013년)
- 프레셔스 (2009년)